# Pierwotna karłowatość osteodysplastyczna mikrocefaliczna
Pierwotna karłowatość osteodysplastyczna mikrocefaliczna (ang. microcephalic osteodysplastic primordial dwarfism) – zespół wad wrodzonych uwarunkowany genetycznie. Dziedziczenie jest autosomalne recesywne. Przyczyną choroby są mutacje w genie PCNT2 kodującym białko perycentrynę-2. Mutacje w tym samym genie powodują zespół Seckla typu 4, są to zatem schorzenia alleliczne.

## Fenotyp
Na obraz kliniczny zespołu składają się:
- niskorosłość nieproporcjonalna
- ostateczny wzrost nie przekracza 100 cm
- wewnątrzmaciczne zahamowanie wzrostu
- mikrocefalia
- cechy dysmorficzne twarzy:
  - retrognatyzm
  - małe uszy
  - mongoloidalne ustawienie szpar powiekowych
  - wydatna nasada nosa
- spodziectwo
- opóźniony wiek kostny
- wąska, wysoka miednica
- kolana koślawe
- płaskie brzegi panewek stawów biodrowych
- małe skrzydła kości biodrowych
- krótkie, łukowate kości promieniowe i łokciowe
- krótkie i łukowate kości strzałkowe i piszczelowe
- brachydaktylia
- klinodaktylia 5. palca
- skąpe włosy skalpu
- wysoki ton głosu.